# Wolfram de Marco
Wolfram de Marco (* 25. Juni 1966 in Ansbach) ist ein deutscher Komponist.

## Leben
Wolfram de Marco begann im Alter von sechs Jahren mit dem Erlernen der Violine. Mit 14 erlernte er die Gitarre und gewann später mehrere Auszeichnungen bei dem bundesweiten Musikwettbewerb Jugend musiziert. Nach seinem Abitur am Gymnasium Carolinum Ansbach studierte er Klavier und Klassische Gitarre an der Hochschule für Musik Würzburg. Bereits während seines Studiums arbeitete er als Studiomusiker. Nach seinem Diplom 1992 war er als Komponist und Produzent für die Gerryland Studios tätig.
Von 1994 bis 1999 lebte er in Frankfurt am Main, wo er als Komponist die Musik zu Fernseh-, Werbe- und Imagespots schrieb. Sein Debüt als Filmkomponist gab er mit der 1998 ausgestrahlten und von Wilhelm Engelhardt inszenierten Fernsehkomödie Walli, die Eisfrau. Er konnte sich als Filmkomponist etablieren und schrieb die Musik zu Kurz- und Fernsehfilmen sowie mit Gangs und den Fünf-Freunde-Filmen auch zu Kinofilmen.
Seit 1999 lebt de Marco in Los Angeles und seit dem 27. Juli 2002 ist er mit der US-amerikanischen Schauspielerin Marie-Alise Recasner verheiratet. Dadurch ist er der Schwiegersohn von Ron Recasner und Stiefvater des Schauspielers Kirk Podell geworden.

## Filmografie (Auswahl)
- 1998: Walli, die Eisfrau
- 2005: Die Bluthochzeit
- 2008: Loft – Tödliche Affären (Loft)
- 2008: Das Papst-Attentat
- 2008: Die Jahrhundertlawine
- 2008: Die Zeit, die man Leben nennt
- 2009: Eine Frage des Vertrauens
- 2009: Unter anderen Umständen – Auf Liebe und Tod
- 2009: Gangs
- 2009: Einsatz in Hamburg – Tödliches Vertrauen
- 2010: Einsatz in Hamburg – Rot wie der Tod
- 2010: Unter anderen Umständen – Tod im Kloster
- 2011: Visus – Expedition Arche Noah
- 2011: Zimmer 205
- 2012: Das Kindermädchen
- 2012: Fünf Freunde
- 2013: Fünf Freunde 2
- 2013: Unter anderen Umständen – Der Mörder unter uns
- 2013: Eine verhängnisvolle Nacht
- 2014: Fünf Freunde 3
- 2014: Die Flut ist pünktlich
- 2014: Ein starkes Team: Der Freitagsmann
- 2015: Fünf Freunde 4
- 2015: Ein starkes Team: Tödliche Verführung
- 2015–2020: Der Kommissar und das Meer (Fernsehserie, 8 Folgen)
- 2016: Verrückt nach Fixi
- 2016: Helen Dorn – Die falsche Zeugin
- 2017: In Wahrheit: Mord am Engelsgraben
- 2017: Helen Dorn – Gnadenlos
- 2017: Helen Dorn – Verlorene Mädchen
- 2018: Helen Dorn – Schatten der Vergangenheit
- 2018: Helen Dorn – Prager Botschaft
- 2018: Fünf Freunde und das Tal der Dinosaurier
- 2018: Der Mordanschlag
- 2019: In Wahrheit: Still ruht der See
- 2022: Der junge Häuptling Winnetou
- 2022: In Wahrheit: Unter Wasser
- 2022: Sisi (Fernsehserie, 2 Folgen)